# В'єтнамська філософія
Історія в'єтнамської філософської думки сягає глибокої давнини. Очевидно, що вже в III-I ст. до н. е. на території Північного В'єтнаму склалася самостійна політеїстична система релігійно-міфологічних уявлень з елементами філософського знання. У перші століття н. е. з Індії та Китаю проникають релігійні та філософські течії: буддійська філософія, конфуціанство, даосизм .

## Стародавній світ
Варто зазначити, що в перші століття нашої ери південна територія В'єтнаму входила в державу, що стала відомою під китайською назвою Фунань, яка  мала культурні зв'язки з Персією, Римом і особливо з Індією. У VI столітті на території Північного В'єтнаму виникає незалежна держава Вансуан . На початку VII століття ця держава була завойована китайської династією Сунь .
В цей час, починаючи з VI по X ст. у в'єтнамській філософії переважаючим напрямом був буддизм тхиєн (інд. - дх'яна ). Заслугу його поширення приписують вихідцю з Південної Індії проповіднику Вінітаручі . Завдяки буддизму і за посередництвом знаходиться на південному сході Індійського держави Чампа в'єтнамці знайомилися з індійською культурою. На початку X століття була відновлена незалежність в'єтнамського держави.

## Середньовіччя
З кінця XI - початку XII ст. починається боротьба між філософією Дх'яни і конфуціанської філософією, оновленою китайським мислителем Чжу Сі (1130-1200). Ця боротьба закінчилася в кінці XIV століття перемогою конфуціанства, яке стало панівною філософією аж до XIX століття . Конфуціанськими мотивами пронизана творчість великого в'єтнамського поета і державного діяча Нгуєн Чаю (1380-1442). Вплив конфуціанської морально-етичної системи можна бачити в поглядах імператора Ле Тхань-тонга (1442-1479). Цей правитель, бажаючи перетворити країну, прагнув до втілення принципів конфуціанства в життя. Конфуціанські мотиви містяться і в філософської лірики ( «Вірші Білої Хмари») знаменитого поета і філософа Нгуен Бінь Кхієма (1491-1585). У XVIII столітті широке поширення набуває коментування класичних текстів. Наприклад, Данг Тхай Фионг (1674-середина XVIII ст.) Написав твір «" Чжоуські зміни "з поясненням сенсу національною мовою» ( «Тю зить Куок ам зяй Нгіа»). До « І цзин » також написав коментар Ле Куї Дон (1726-1784). Ле Куї Дон належить цілий ряд творів, що представляють собою коментарі до класичних текстів ( «Ши цзин», «Чуньцю», «Лі цзи»). У XVIII столітті протікала також діяльність вченого-енциклопедиста Фан Хюї Тю (1751-1822).

## Новий час
У другій половині XIX століття в освічених верствах в'єтнамського суспільства, головним чином серед католицької патріотичної інтелігенції, набула деякого поширення християнська філософія. Головним її представником був Нгуєн Чионг Те (1828-1872), який побував в Римі і Парижі і глибоко вивчав західну економіку і культуру.
З початком двадцятого століття в історії в'єтнамської філософії починається новий етап. Цей етап пов'язаний з іменами двох мислителів - Фан Бій Тяу (1867-1940) і Фан Тяу Чин (1872-1926). Ці знаходилися під впливом конфуціанських цінностей мислителі усвідомлювали необхідність зміни в'єтнамського суспільства. Фан Бій Тяу був центральною фігурою патріотичного руху. В їхніх творах очевидно вплив представників французького просвітництва ( Вольтера, Монтеск'є, Руссо ). У той же час в країну стали проникати ідеї революції Мейдзі, що вивела Японію на новий шлях. Деякий вплив отримали і ідеї китайських філософів-реформаторів Кан Ювея (1858-1927) і Лян Цичао (1873-1923). Серед представників в'єтнамських мислителів, які намагалися в 30-40-х рр. об'єднати чжусианство з європейськими ідеалістичними навчаннями були Фам Кюінь і Нгуєн Ван Вінь. Пізніше здобули популярність роботи філософа і вченого Луонг Кім Диня (1914-1997), який з 1960 року публікував роботи по в'єтнамської філософії.

## Новітній час
У новітній час історія в'єтнамської думки пов'язана переважно з марксизмом . Ця традиція представлена в першу чергу працями Хо Ши Міна (Нгуєн Ай Куок) (1890-1969). Після перемоги революції в серпні 1945 і освіти ДРВ, марксистська філософія стає переважаючою. Центром філософської думки стає заснований в 1965 році Інститут філософії. Спробу поєднати марксизм з феноменологією зробив в'єтнамський філософ Чан Дик Тхао (В'єтнам. Trần Đức Thảo, 26 вересня 1917 - 24 квітень 1993), автор книги "Феноменологія і діалектичний матеріалізм» (1951). На жаль, хоча ряд свідчень дозволяє говорити про тривалу багатовікову традицію, що бере свій початок ще в глибоку давнину, історія в'єтнамської національної думки поки мало вивчена і мало відома. Вона мало відома і мало вивчена навіть у порівнянні, наприклад, з історією філософської думки Кореї. Тривала політична залежність В'єтнаму від Китаю (I-X ст. ), тривалий вплив китайської та індійської культур на культуру країни часто перешкоджає дослідникам східної думки побачити неповторність і оригінальність в'єтнамської національної думки, її роль у формуванні національної самосвідомості. Однак останнім часом ситуація починає змінюватися. В кінці XX - першому десятилітті XXI століття з'являється значна кількість публікацій, присвячених вивченню традиційної філософської думки В'єтнаму і немарксистській філософії. У Росії першим у вітчизняній науці кандидатом філософських наук в області в'єтнамістики став А. В. Нікітін (Канд. дис .: Товариств. -пол. погляди Фан Хюї Тю - в'єтнамські. вченого-енциклопедиста кінця XVIII - початку XIX ст. М., 1984. 193 л. РАН. Ін-т філософії).